# Rosso Fiorentino
Rosso Fiorentino (rojen kot Giovan Battista di Jacopo), italijanski slikar, * 1494, † 1540.
Bil je manieristični slikar florentinske šole. Po šolanju se je preselil v Rim, kjer so nanj vplivala dela Michelangela, Rafaela in drugih razsvetljenskih umetnikov. Po plenitvi Rima leta 1527 je pobegnil v Francijo, kjer je dobil delo na dvoru Franca I. in ostal tam do svoje smrti.
Njegovo najbolj znano delo je slika Deposizione dalla Croce (Snemanje s križa, olje na lesu, 1521) za kapelo v kraju Volterra v Toskani.

## Življenjepis
Njegova zgodnja dela so Sveta družina z dojenčkom sv. Janezom Krstnikom (Walters Art Gallery), Kerubin igra lutnjo (Uffizi) in Otrok sv. Janez Krstnik (zasebna zbirka), vsa nastala okoli leta 1521. Konec leta 1523 se je Rosso preselil v Rim, kjer je bil izpostavljen delom Michelangela, Rafaela in drugih renesančnih umetnikov, kar je povzročilo preoblikovanje njegovega umetniškega sloga.

### Firence in Rim
O Rossovih slikarskih začetkih je malo zanesljivih podatkov. Eden najpomembnejših sodobnih virov o njem je knjiga Giorgia Vasarija Le Vite de' più eccellenti architetti, pittori et scultori italiani, ki je bila prvič objavljena leta 1550. To ga ne uvršča med možne učitelje, ker bi bila njegova dela v nasprotju s tistimi potencialnih učiteljev. Verjetno ga je skupaj s sodobnikom Pontormom treniral Andrea del Sarto. 26. februarja 1516 je Rosso Fiorentino postal član firenškega slikarskega ceha.
Umetniško ime Rosso Fiorentino se nanaša na umetnikove rdeče lase.
Eno njegovih prvih zavarovanih del je iz leta 1517, Vstajenje, ki še vedno močno temelji na del Sartu in Pontormu in še ne razkriva Rossovega rokopisa. Načrti za oltarno sliko Madone in otroka s svetniki za bolnišnico S. Maria Nuova v Firencah so odtujili njegove stranke, ki so se jim svetniki zdeli bolj kot hudiči. Tudi svetniki, ki obdajajo Madono z otrokom v različici, ki je bila končno izvedena, ne ustrezajo tradicionalni normi. Janez Krstnik, oblečen v običajno kosmato oblačilo, opasano z modro svileno pentljo, je oblečen v svetla bela svilena in rožnata oblačila. V nasprotju je s shujšanim, poduhovljenim Hieronimom, čigar izjemno dolgi udi in nežne roke so graciozno prikazani. Leta 1521 je bil Rosso v Volterri.
Njegovo Snemanje s križa za tamkajšnjo stolnico je zelo teatralno, tako v smislu zgornje skupine, ki navdušeno kroži okoli Kristusovega telesa, kot skupine šestih ljudi, zbranih okoli križa, v kateri gre skozi vse stopnje žalosti in bolečine. Svetle barve teh slik še vedno kažejo, da je Rosso blizu Pontormu.
Naslednje leto je odšel v Arezzo in leta 1523 v Rim, kjer je deloval do leta 1527. Rosso je bil navdušen nad Michelangelom, čigar dela je preučeval in ki so pustila pečat na njegovih slikah. Slika Mojzes brani Jetrove hčere iz leta 1523 je nepredstavljiva brez Michelangelovih aktov. Enako velja za sliko Mrtvi Kristus z angeli, ki nosijo bakle, naslikano za kardinala Lorenza Tornabuonija, ki prav tako prikazuje rezultate Rossovega raziskovanja antike. Zaradi plenitve Rima leta 1527 je Rosso izgubil svojo delavnico, sredstva in stranke. Tako kot mnogi njegovi kolegi je zapustil mesto, da bi poiskal nove mecene v severni Italiji, na primer v Città di Castello, Perugii, Borgo Sansepolcro, Arezzu in Benetkah.

### Fontainebleau
Leta 1530 je na kraljevo povabilo odpotoval na dvor Franca I. v Fontainebleau, kamor je prišel leta 1531. Tam je delal naslednjih deset let do svoje smrti. Imel je status dvornega slikarja in leta 1532 prejel službo kanonika v Sainte Chapelle. Rosso nikoli več ni zapustil Francije.
Kralj je dal srednjeveški grad prezidati in razširiti. Ko je prišel Rosso, je bila stavba dokončana in Rosso je dobil naročilo, da okrasi notranjost. Njegovo glavno delo je galerija, prva te vrste v francoski palači. Podolgovata soba je okrašena s slikami in belimi štukaturnimi skulpturami, ki sledijo zapletenemu in težko razumljivemu programu. Za manierizem v Fontainebleauju je značilna kombinacija slikarstva, kiparstva, pisanih okraskov, lesenih rezbarij in zvitkov, zgodovinskih slik in mitoloških podob.
Leta 1532 je Franc I. poklical slikarja Primaticcia, ki je delal z Giuliom Romanom v Mantovi, v Fontainebleau, ki je tesno sodeloval z Rossom in po njegovi smrti nadaljeval z delom na notranji dekoraciji.
Rosso in Primaticcio veljata za ustanovitelja prve Fontainebleaujske šole in sta ga naredila za središče manierizma severno od Alp..

## Grafika
Rosso je svoje slike pripravljal v risbah, a ohranjenih je le nekaj. Njegova dela so bila razširjena preko grafik Cherubina Albertija, Gian Giacoma Caraglia, Renéja Boyvina in drugih. Izraz Fontainebleaujska šola je bil prvič uporabljen leta 1818 za identifikacijo in povzetek grafične produkcije iz Fontainebleauja, katere listi so pogosto nepodpisani.

## Vplivi
Literatura navaja dela Andrea del Sarta, Fra Bartolommea, Michelangela Buonarrotija in Albrechta Dürerja kot vplivna na umetnost Rossa Fiorentina.

## Dela
- Vnebovzetje Device Marije, 1517, Firence, Santissima Annunziata
- Madona s štirimi svetniki, 1518, Firence, Galerija Uffizi
- Snemanje s križa, 1521, Volterra, Pinacoteca Communale
- Madona z dvema svetnikoma, 1521, Villamagna, cerkev Parrocchiale
- Madona z desetimi svetniki, 1522, Firence, Palača Pitti
- Mojzes brani Jetrove hčere, Firence, 1523, Galerija Uffizi
- Marijina poroka in svetniki, 1523, Firence, S. Lorenzo
- Padec, 1524, Rim, S. Maria della Pace
- Stvarjenje Eve, 1524, Rim, S. Maria della Pace
- Kristus z angeli, 1524–1527, Boston, Muzej lepih umetnosti
- Snemanje s križa, 1528, Sansepolcro, S. Lorenzo
- Kristusova preobrazba, 1528, Sansepolcro, S. Lorenzo
- Stolnica v Città di Castello
- Leda z labodom, 1530, London, Kraljeva akademija umetnosti
- Pietà, 1537–1540, Pariz, Louvre
- Nimfa iz Fontainebleauja, grafika Pierra Milana in Renéja Boyvina po Rossu Fiorentinu, okoli leta 1545 metmuseum.org
- Angel ustvarja glasbo, 1521–1524, Firence, Galerija Uffizi

## Gallery
- Mladenič
- Marijina poroka in svetniki (1523)
- Bakh, Venera in kupid (ok. 1531)
- Slon, palača Fontainebleau (ok. 1536)
- Diana, palača Fontainebleau
- Sveta družina
- Portret mladeniča, ki sedi na preprogi